# Geldgürtel

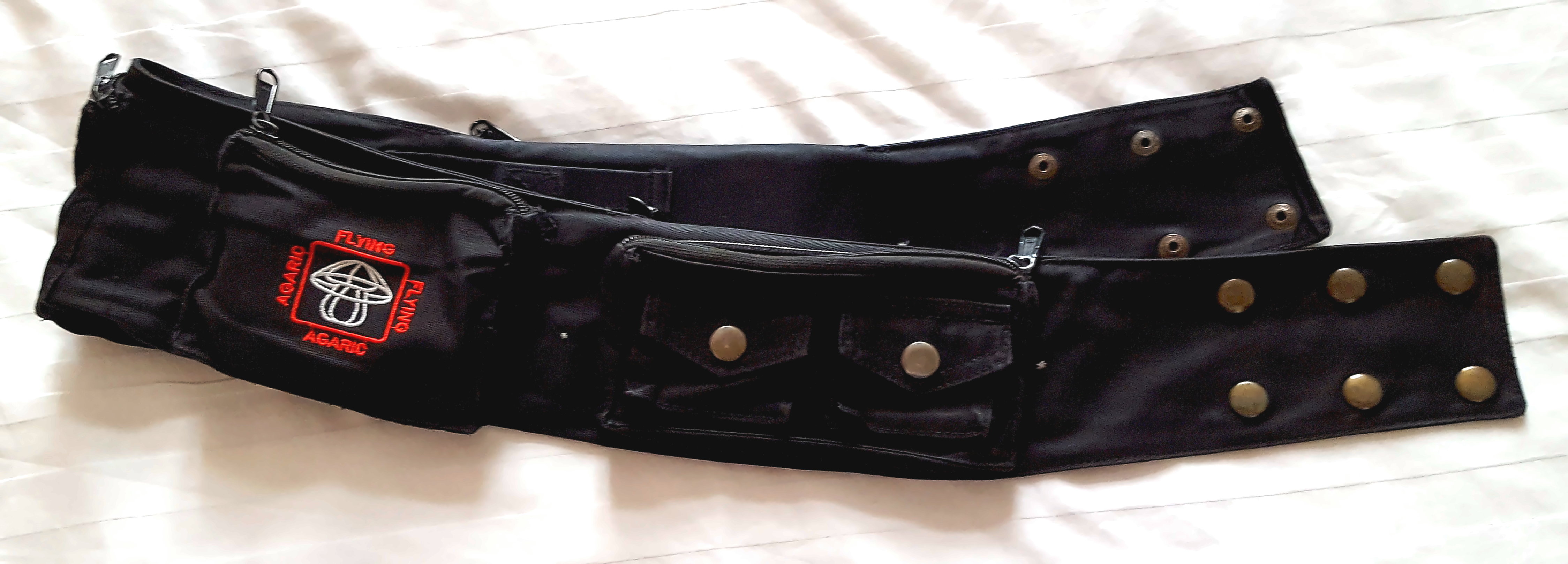
Moderner Geldgürtel aus Mikrofasergewebe, 2018

Ein Geldgürtel, veraltet auch Leibgurt, ist ein mit Taschen versehener oder „hohler“ Gürtel, in dem zumeist Papiergeld sowie teils auch Münzgeld oder Dokumente aufbewahrt und der um den Leib gegurtet wird.

## Geschichte und Beschaffenheit
Beim Geldgürtel handelt sich um eine spezielle Form des Geldbeutels, die im Mittelalter aufkam, um Geld auf Reisen sicher zu verwahren und zu transportieren. Anfangs wurde er insbesondere von reisenden Händlern und anderen Gewerbetreibenden genutzt, die relativ viel Bargeld mit sich führten, wie beispielsweise Pferdehändler oder Fleischer/Metzger/Schlachter, die bei Bauern auf dem Land Schlachtvieh aufkauften. Teilweise diente der Geldgürtel zudem zur sicheren Aufbewahrung von sonstigen kleinen Wertgegenständen oder Dokumenten, wie zum Beispiel Personen- und Reisedokumente, Kaufunterlagen usw. Im Mittelalter wurde zudem ein Leibgurt vielfach als Aufbewahrungsort für Geldmünzen genutzt, die in eingenähten Taschen untergebracht wurden. Die Übergänge zur ebenfalls im Mittelalter und später gebräuchlichen Geldkatze – sowie auch zur neueren Gürteltasche – sind fließend.

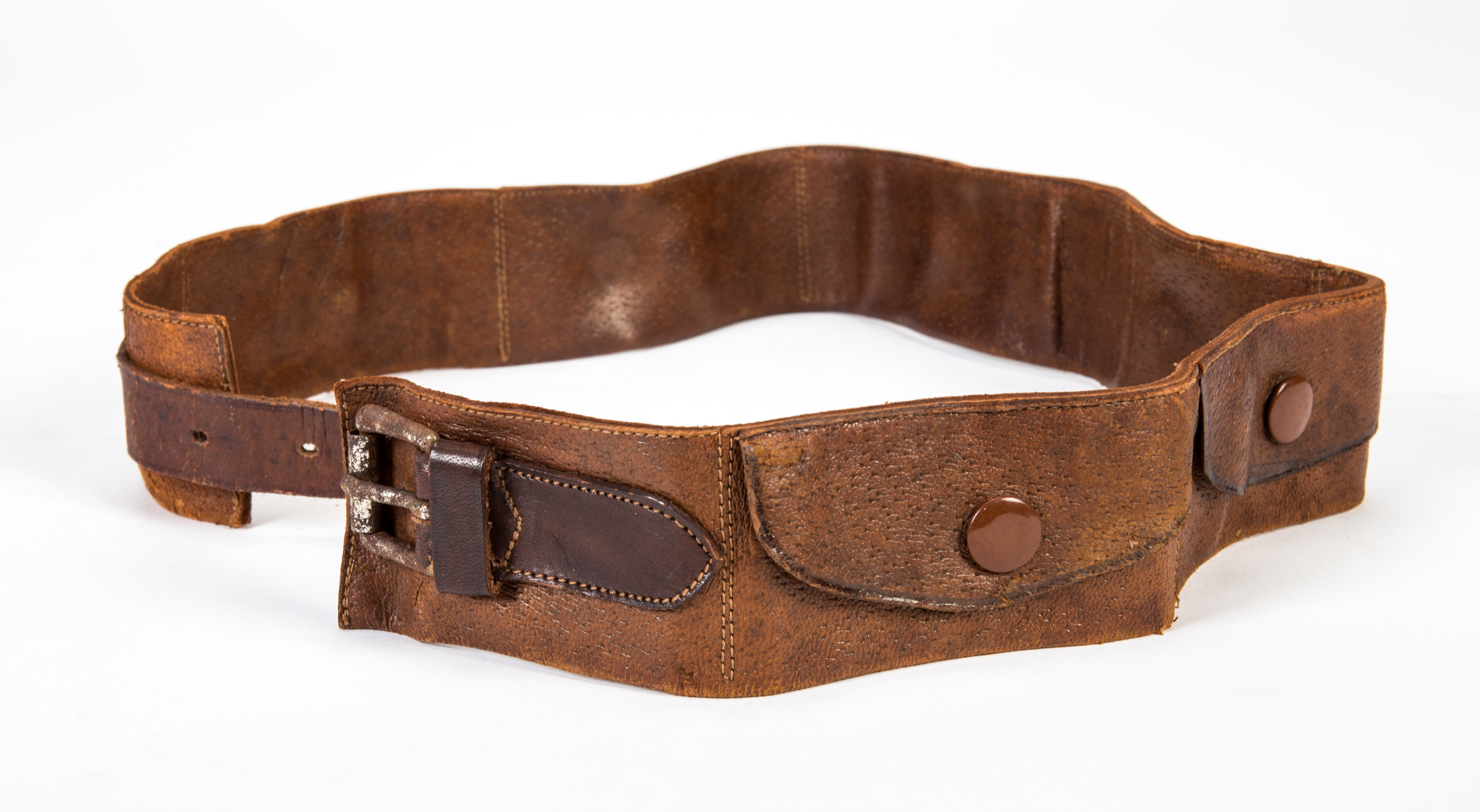
Geldgürtel mit 6 Taschen aus Neuseeland, 1910er Jahre

Geldgürtel bestehen allgemein aus Leder, Textilgewebe oder Mikrofasergewebe. Sie sind ähnlich wie handelsübliche Gürtel gearbeitet und zusätzlich mit einer oder vielfach mit mehreren kleinen Taschen versehen. Die Taschen sind in neuerer Zeit meist durch Reißverschluss gesichert. Sie werden über oder teils auch unter der Kleidung getragen. Einige Modelle sind zudem wie normale Hosengürtel gearbeitet und können als solche getragen werden. Solche Geldgürtel mit „versteckten“, meist in die Gürtelinnenseite eingearbeiteten Taschen werden auch als Tresorgürtel oder Safe-Gürtel bezeichnet.
Heute werden Geldgürtel hauptsächlich von Touristen auf Reisen benutzt, insbesondere bei längeren Reisen und Fernreisen in abgelegene Gegenden der Welt oder solche mit Gefahrenlage. Sie dienen dabei meist zur Verwahrung von wichtigen Dokumenten sowie von Papiergeld als Notgroschen.